# Die deutsche Stimme
Die deutsche Stimme ist eine deutschsprachige Hörfunksendung in Polen. Sie richtet sich an die deutsche Minderheit in Oberschlesien. Das wöchentliche Magazin wird auf den Sendern Radio Vanessa, Radio Mittendrin und Radio Plus Opole ausgestrahlt. Von 1997 bis 2010 sendete die Sendung unter dem Namen Die deutsche Stimme aus Ratibor.
Das ca. 50-minütige Magazin wird in Racibórz (Ratibor) produziert und präsentiert u. a. lokale und überregionale Nachrichten und Beiträge, Zuhörer-Glückwünsche und ein Wunschkonzert mit Volksmusikliedern. Die Sendung wird unterstützt durch das Institut für Auslandsbeziehungen.
Die deutsche Stimme aus Ratibor startete im April 1997 auf Initiative des Deutschen Freundschaftskreises im Bezirk Schlesien (DFK) auf dem Sender Radio Vanessa. Der DFK richtete in Racibórz ein Studio ein und baute eine Radioredaktion mit Jugendlichen und jungen Erwachsenen auf. Diese starteten im Oktober 1999 eine zweite Sendung: Die Jugendsendung Mittendrin. Mit dem Start des eigenen Radiosenders Radio Mittendrin am 6. Januar 2006, wird die Sendung „Die deutsche Stimme“ dort wiederholt.
Seit Oktober 2010 wird die Sendung auch über Radio Plus Opole ausgestrahlt, wodurch sich das Sendegebiet zusätzlich auf die Woiwodschaft Oppeln vergrößert hat. Mit der Erweiterung des Sendegebiets über Racibórz hinaus, wurde auch der Sendetitel auf Die deutsche Stimme verkürzt.